# Nabat Early Years
Early Years è una raccolta uscito nel 2000.
Le tracce dalla 1 alla 5 sono dall'E.P. Scenderemo nelle strade del 1982.
Le tracce dalla 6 alla 9 sono dall'E.P. Laida Bologna del 1984.
Le tracce dalla 10 alla 15 sono dal bootleg Generazione '82 del 1992.
Le tracce dalla 16 alla 18 sono "Unreleased track" (comunque già pubblicate sul bootleg Campane a stormo del 1998).
La traccia 19 è "Unreleased".

## Tracce
1. Scenderemo nelle strade - 3'38" - (E.P. Scenderemo nelle strade 1982)
2. Senza soldi senza casa - 2'13" - (E.P. Scenderemo nelle strade 1982)
3. Asociale Oi! - 2'09" - (E.P. Scenderemo nelle strade 1982)
4. Lavoro - 2'06" - (E.P. Scenderemo nelle strade 1982)
5. Shock delle case - 3'26" - (E.P. Scenderemo nelle strade 1982)
6. Laida Bologna - 3'13" - (E.P. Laida Bologna 1984)
7. Potere nelle strade - 2'19" - (E.P. Laida Bologna 1984)
8. Lunga vita ai ribelli Oi! - 2'18" - (E.P. Laida Bologna 1984)
9. Troia - 3'20" - (E.P. Laida Bologna 1984)
10. Skins E Punks - 1'33" - (bootleg Generazione '82 1992)
11. Fotti i poseurs - 1'08" - (bootleg Generazione '82 1992)
12. Nichilistaggio - 2'31" - (bootleg Generazione '82 1992)
13. Generazione '82 - 2'35" - (bootleg Generazione '82 1992)
14. Legioni a orologeria - 2'09" - (bootleg Generazione '82 1992)
15. Zombie rock - 2'21" - (bootleg Generazione '82 1992)
16. No armi - 3'18" - (Unreleased)
17. Kill police - 1'43" - (Unreleased)
18. Nichilist Nabat - 3'16" - (Unreleased)
19. Fotti il pap* - 2'46" - (Unreleased)